# Demodes mindanaonis
Demodes mindanaonis là một loài bọ cánh cứng trong họ Cerambycidae.